# Lumturi Blloshmi
Lumturi Blloshmi (ur. 1944 w Tiranie, zm. 27 listopada 2020 tamże) – albańska malarka.

## Życiorys
W 1949 roku Lumturi straciła słuch w wyniku zapalenia opon mózgowych.
W 1968 roku ukończyła studia malarskie na Uniwersytecie Sztuk w Tiranie. W latach 1975–1985 zakazano jej prowadzenia działalności artystycznej z powodów politycznych.
Swoją pierwszą wystawę otworzyła dopiero w roku 1988 w Beracie, następnie w latach 1989-1991 miała dwie własne wystawy indywidualne w Narodowej Galerii Sztuki w Tiranie oraz brała udział w różnych wystawach zbiorowych w wielu europejskich miastach.
Do 2004 roku pracowała w Narodowej Galerii Sztuki w Tiranie.
Zmarła 27 listopada 2020 roku w Tiranie z powodu COVID-19.

## Życie prywatne
Jej ojciec był oficerem w albańskiej armii podczas panowania króla Zoga I, został rozstrzelany przez komunistów, gdy Lumturi miała kilka miesięcy.